# Нокаут (фильм, 2012)
«Нокаут» (англ. Haywire, дословно — «Непредсказуемая») — боевик режиссёра Стивена Содерберга. Мировая премьера состоялась 19 января 2012 года, премьера в России — 2 февраля 2012.

## Сюжет
Мэллори Кейн (Карано) — молодая, умная и спортивная, она бывший морпех, а ныне профессиональный наёмник. Время от времени шеф международного агентства Кеннет (Макгрегор) вызывает её для выполнения секретных заданий по всему миру.
В Барселоне Мэллори организует спасение захваченного террористами известного журналиста, но через несколько дней в Дублине обнаруживает его убитым с её же брошкой, зажатой в руке. Становится ясно, что она — лишь пешка в чужой игре. Не только ей, но и её отцу, от которого дочь никогда ничего не скрывала, грозит смертельная опасность.

## В ролях
- Джина Карано — Мэллори Кейн
- Майкл Фассбендер — Пол, «британский агент»
- Юэн Макгрегор — Кеннет, работодатель Мэллори
- Билл Пэкстон — Джон Кейн, отец Мэллори, писатель
- Ченнинг Тейтум — Аарон, коллега Мэллори
- Майкл Дуглас — Кобленц, правительственный чиновник, наниматель Кеннета
- Антонио Бандерас — Родриго
- Матьё Кассовиц — Том Студер
- Майкл Ангарано — Скотт, случайный попутчик

## Факты
- Рабочее название фильма — Knockout[5].
- Съёмки фильма проходили в Ирландии, а также в США, в штате Нью-Мексико.
- Карано — носитель специфического говора, что не отражено в русском дубляже[6].

## Отзывы
Фильм получил положительные отзывы кинокритиков. На сайте Rotten Tomatoes средний рейтинг составляет 80 %. На Metacritic — 67 %.
Зрители неоднозначно восприняли картину — на IMDb рейтинг картины составляет 5,8 балла из 10. CinemaScore — фирма, занимающаяся исследованием рынка, — проводила опрос зрителей на выходе из кинотеатра в течение открывающего уик-энда. Так, средняя оценка кинозрителей была «два с плюсом» по пятибалльной шкале.